# شهرستان میچل (کانزاس)
شهرستان میچل، کانزاس (به انگلیسی: Mitchell County, Kansas) یک سکونتگاه مسکونی در ایالات متحده آمریکا است که در کانزاس واقع شده‌است.